# 伯爾克內什蒂鄉 (普拉霍瓦縣)

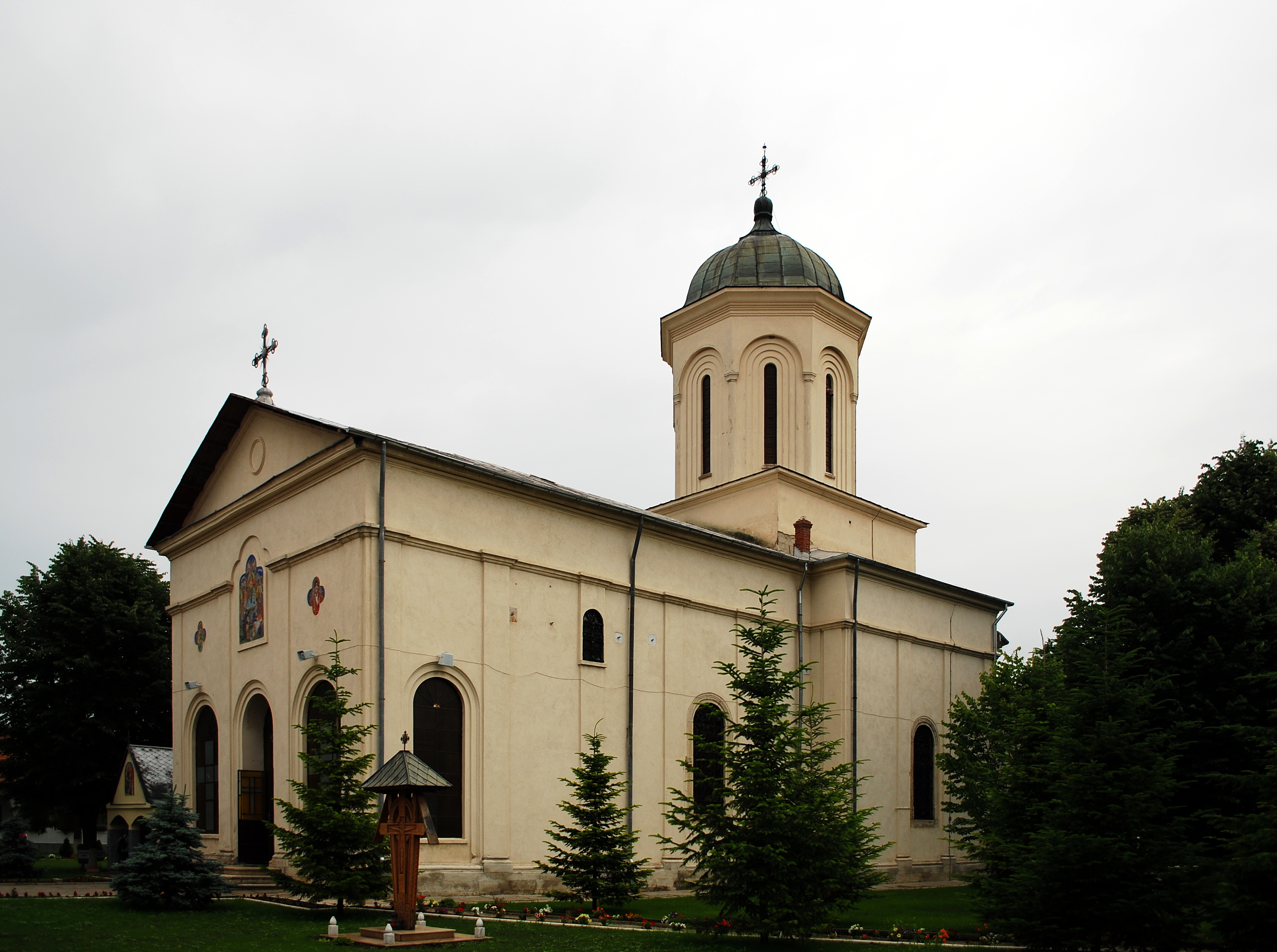

44°53′N 26°3′E / 44.883°N 26.050°E
伯爾克內什蒂鄉（羅馬尼亞語：Comuna Bărcănești, Prahova），是羅馬尼亞的鄉份，位於該國中南部，由普拉霍瓦縣負責管轄，面積37平方公里，海拔高度119米，2007年人口9,464，人口密度每平方公里254人。